# Skärmmössa
Skärmmössa är en huvudbonad med kulle och skärm. 

## Historia
Skärmmössan var i början på 1800-talet en huvudbonad för män tillhörande städernas arbetarklass. Den blev en del av den militära uniformen vid mitten av århundradet, då den kom att användas av officerskåren i stället för en otymplig tschakå. Den har sedan dess utgjort en del av den västerländska uniformstraditionen. Den används även av civila uniformsbärare som poliser.

## Olika typer av skärmmössor

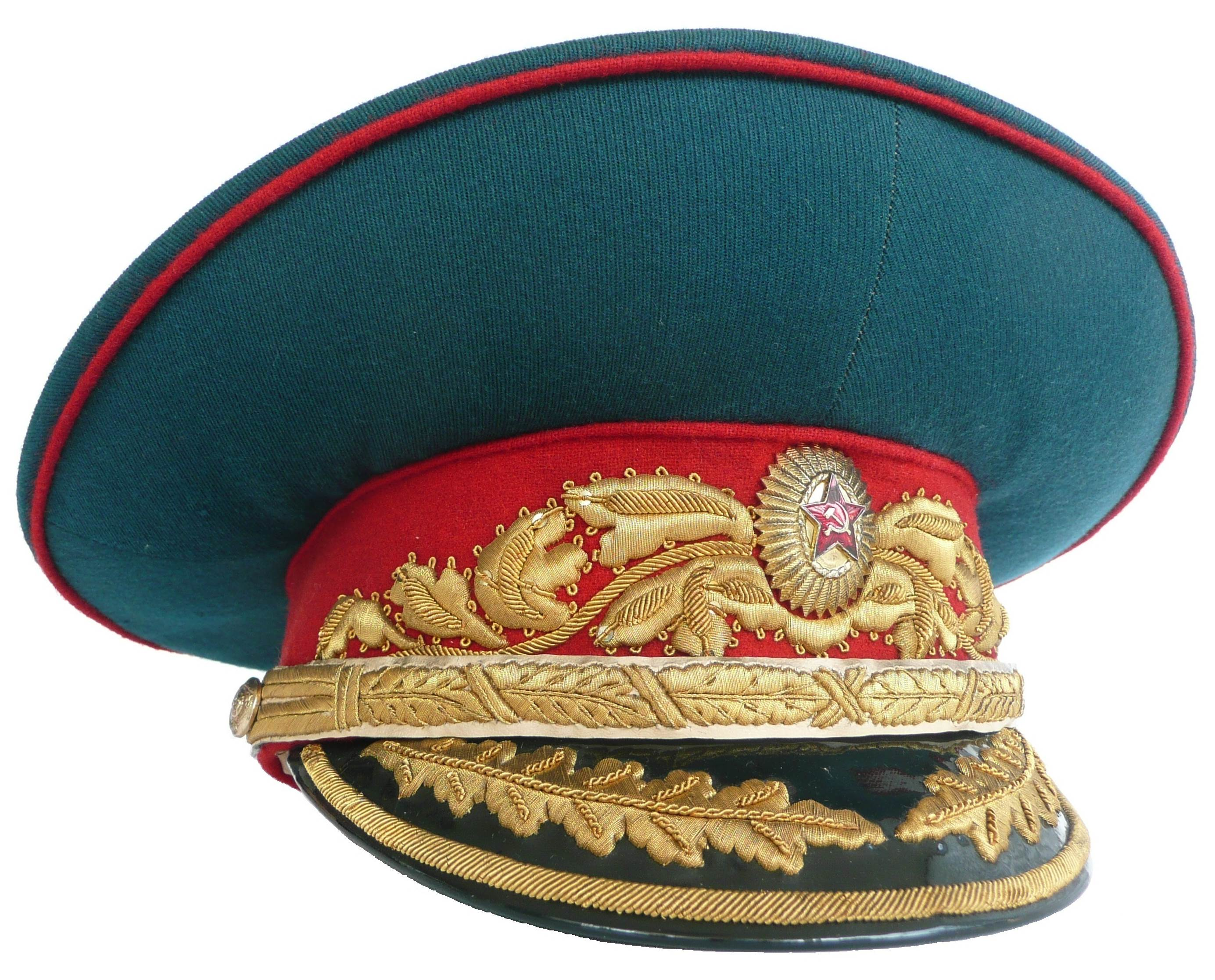
Skärmmössa för marskalk av Sovjetunionen.
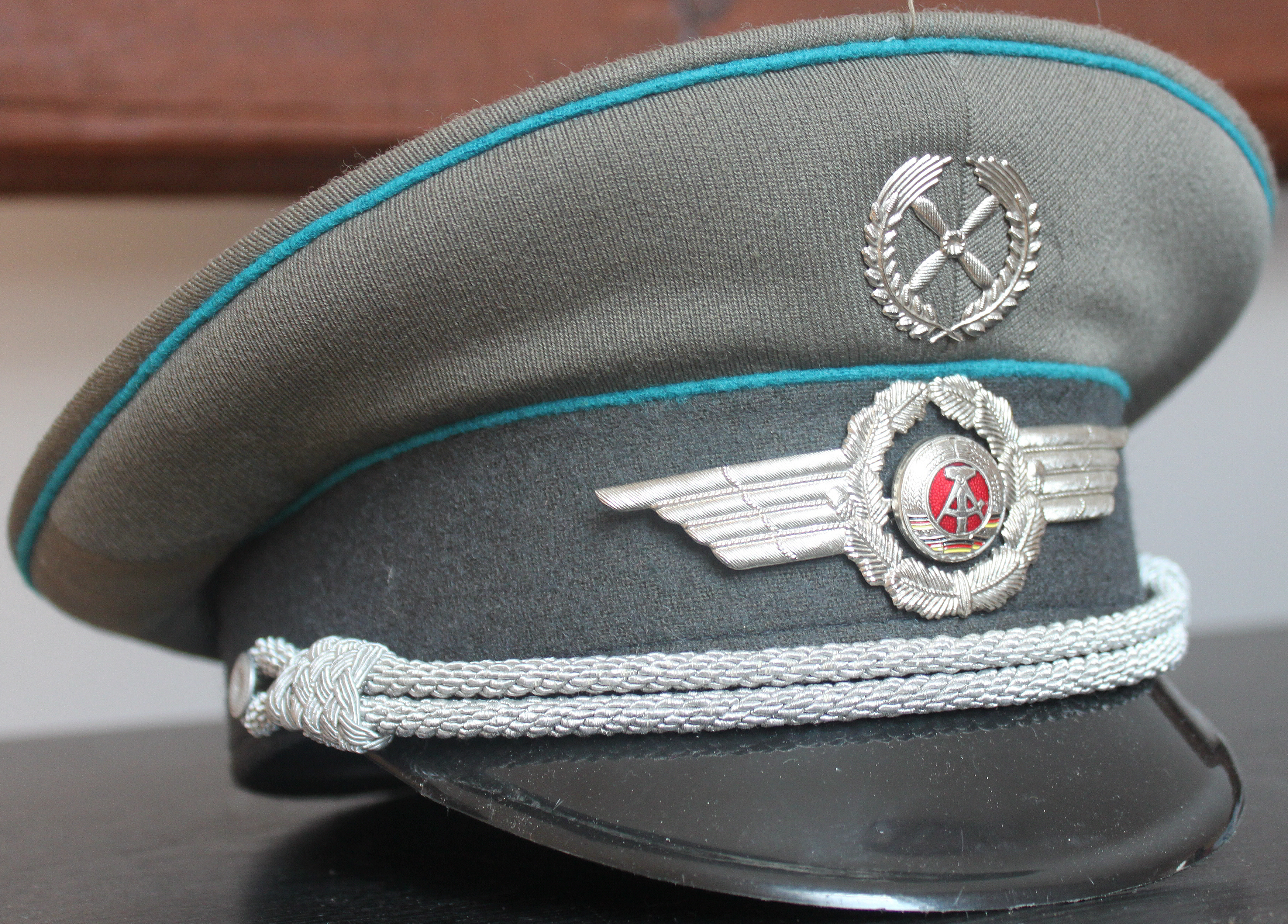
Militär skärmmössa, Östtysklands armé.
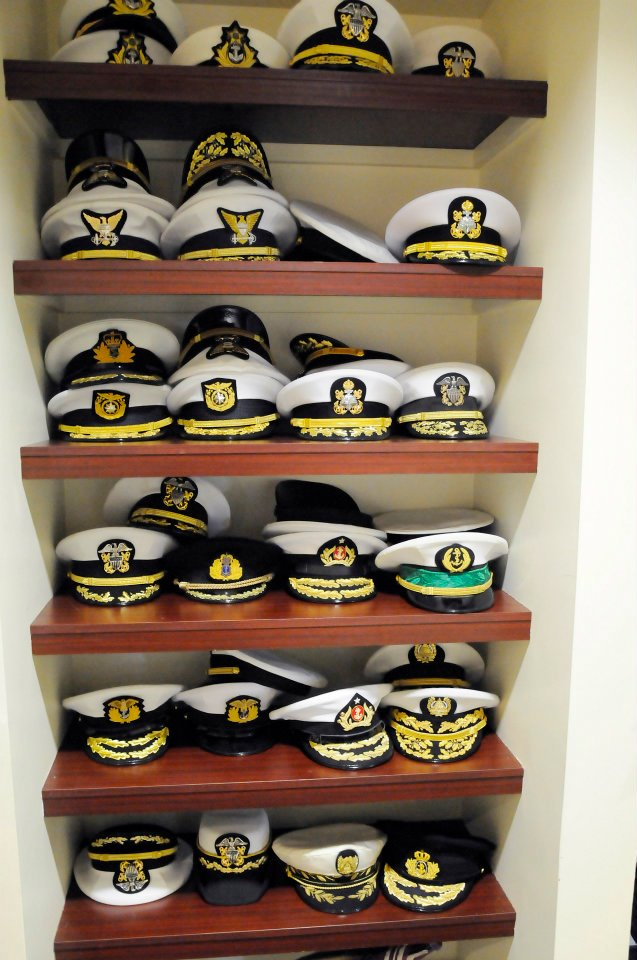
Militära skärmmössor i marintraditionen.
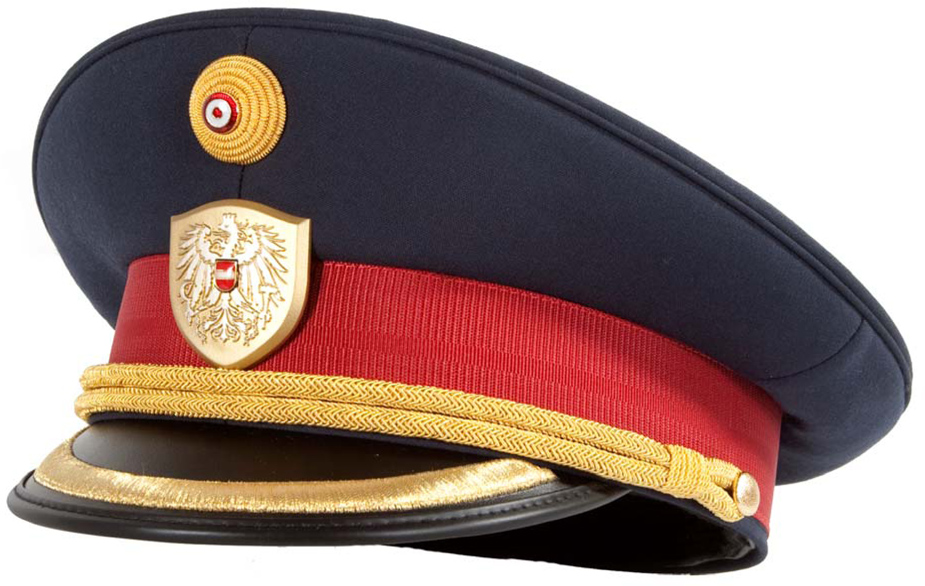
Polismössa för Bundespolizei
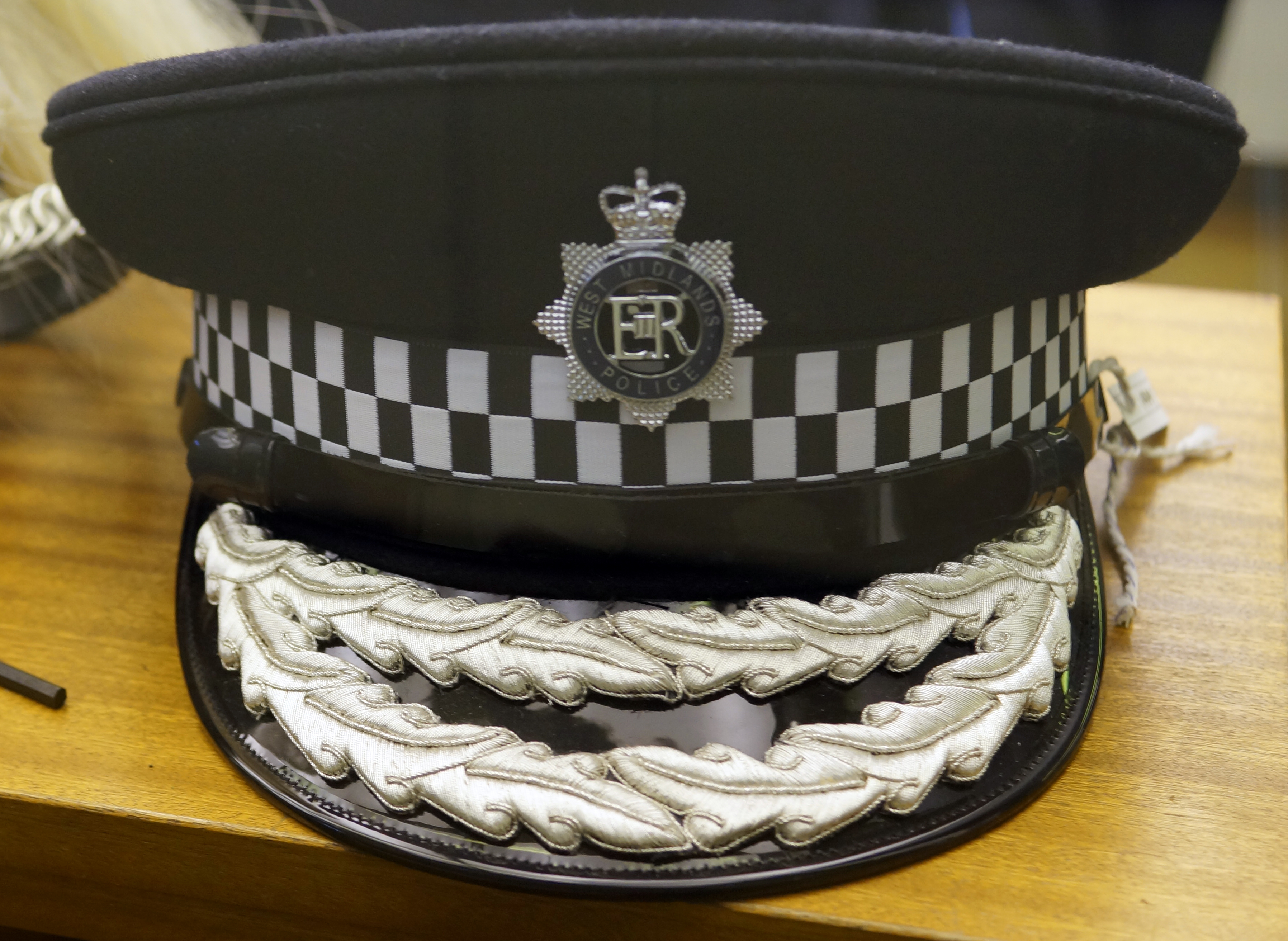
Polismössa för polischef i West Midlands
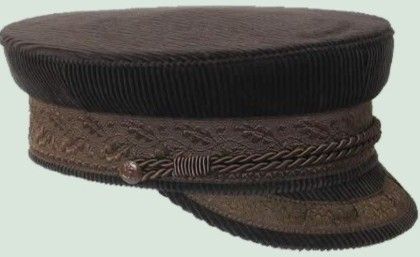
Skepparmössa
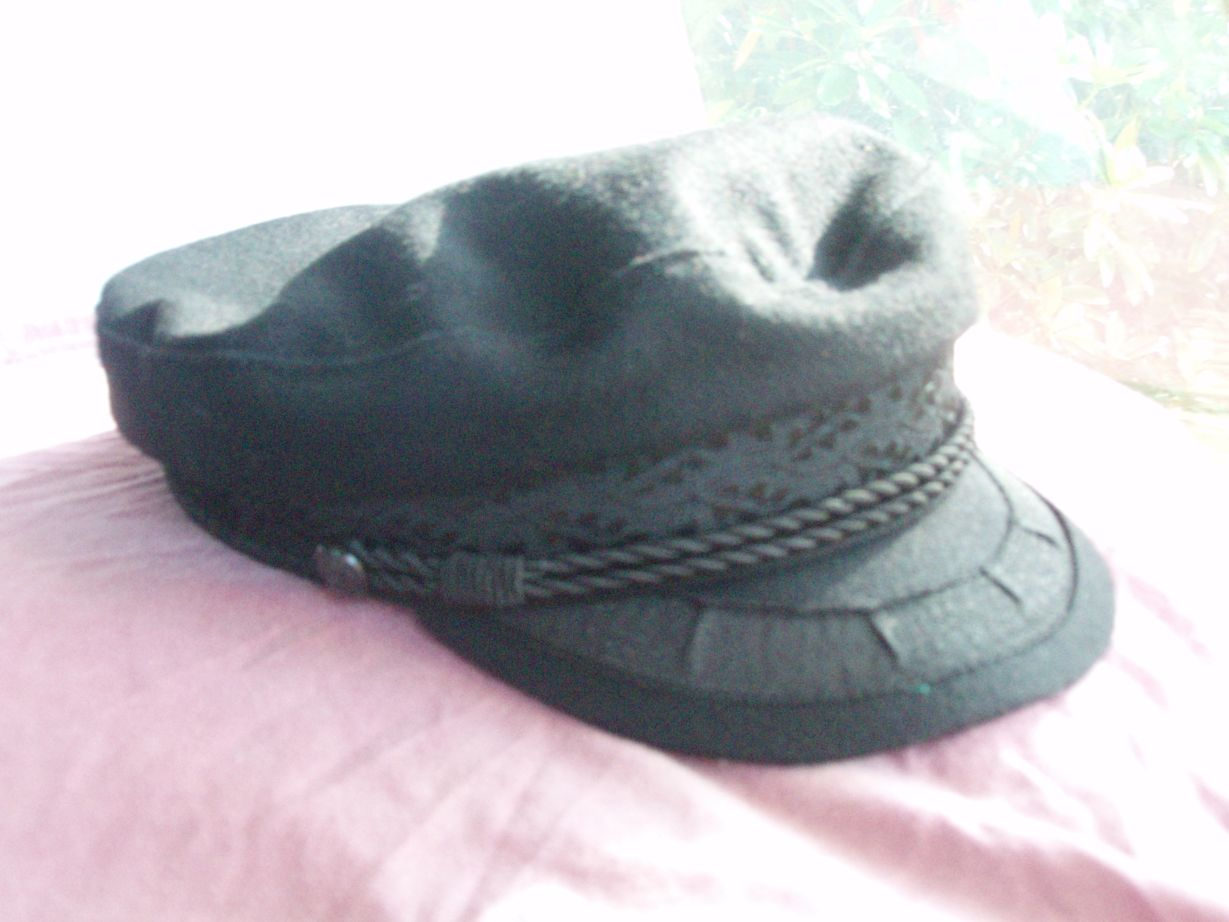
Vegamössa
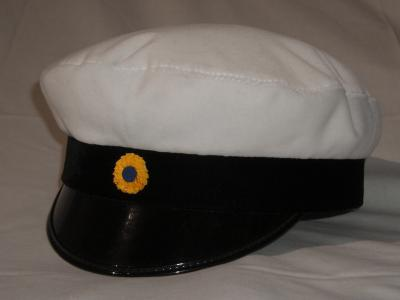
Svensk studentmössa